# Бенеш, Эдвард
Э́двард Бе́неш (чеш. Edvard Beneš; имя при рождении — Эдуа́рд чеш. Eduard); 28 мая 1884[…], Кожлани[…] — 3 сентября 1948[…], Сезимово-Усти[…]) — чехословацкий государственный и политический деятель. Второй президент Чехословакии в 1935—1948 годах (фактически в период с 1935 по 1938 и с 1945 по 1948 год, в 1938—1945 годах за границей, в 1940—1945 годах как президент в изгнании; с точки зрения теории продолжения существования Чехословацкого государства в 1938—1945 годах, признанной державами-победительницами во Второй мировой войне, президентские полномочия в период 1938—1945 годов не прекращались). Один из руководителей движения за независимость Чехословакии в годы Первой мировой войны, долголетний министр иностранных дел Чехословакии в 1918—1935 годах, руководитель чехословацкого зарубежного Сопротивления в годы Второй мировой войны.

## Биография

### Детство и юность, годы учёбы
Эдвард Бенеш родился в городке Кожлани, неподалёку от города Раковник в Центральной Богемии в семье небогатого крестьянина Матея Бенеша. Он был десятым ребёнком в семье и самым младшим сыном. Восемь детей дожили до совершеннолетия. Одним из его братьев и сестер был будущий политик Войтех Бенеш, старшим - Вацлав Бенеш. Другими братьями и сестрами, дожившими до совершеннолетия, были: Регина, Ян, Барбора, Бедржих и Ладислав.
В период с 1896 по 1904 год учился в гимназии в Виноградах (ныне район Праги), а проживал в квартире у своего старшего брата в Вршовице. После получения аттестата зрелости гимназии, продолжил обучение на философском факультете Университета Карла-Фердинанда в Праге. В период с 1901 по 1904 год играл в любительский футбол за пражскую команду «Славия».
В 1904 году поступил в Свободную школу политических и социальных наук (ныне Институт политических исследований в Сорбонне, в 1907 году учился также в Берлине, степень доктора прав получил в 1908 году в Дижоне после защиты своей работы на тему «Австрийская проблема и чешский вопрос. Исследование политической борьбы славянских народов в Австрии». Однако Пражский университет не признал ему этот диплом. Годом позже в Праге защитил диссертацию на тему «Зарождение и развитие современного политического индивидуализма» и получил степень доктора философии. В январе того же года у него умерла мать, а 6 ноября он женился на Анне (Гане) Влчковой. Свадьба состоялось в Виноградах в храме Святой Людмилы.
После этого три года преподавал в коммерческой академии в Праге, в то же время пытался изучать право (сначала на чешском, затем на немецком юридическом факультете), но учёбу не завершил (Степень почётного доктора права Бенеш получил лишь в 1945 году). В 1912 году получил должность доцента на философском факультете пражского университета. Опубликовал несколько монографий по социологии, как журналист выступал в социал-демократической печати.

### Начало политической жизни
Ещё в начале учёбы и своего первого политического формирования взглядов, он чувствовал себя идеологическим сторонником Социал-демократической партии, в которой также активно участвовал его брат Войта Бенеш. Прежде чем уехать учиться в Париж, в 1904 году он стал писать в социал-демократические ежедневные газеты «Право народа» и «Равенство». Однако после возвращения из Парижа в 1908 году, под влиянием профессора Томаша Гаррига Масарика, тот впервые включился в партийную жизнь Чешской прогрессивной партии. Внутри партии, как социолог, он комментировал общественную жизнь и критиковал обычную партийную политику, известную по сильным политическим партиям того времени. Он выступал за программу, основанную на строго научных основах. Помимо прочего, участвовал в разработке предвыборной программе партии.

### В движении за независимость Чехословакии
После начала Первой мировой войны принял активное участие в организации внутреннего антиавстрийского движения (т. н. «чешская мафия»), в частности, обеспечивал связь групп сторонников независимости Чехии с находившимся в эмиграции в Швейцарии Томашем Масариком. Под угрозой ареста 1 сентября 1915 года выехал в эмиграцию, где стал одним из ближайших соратников руководителя заграничного движения за независимость Чехословакии Масарика. Организовал курс популяризаторских лекций о Славянах, в особенности о Чехах и Словаках в Сорбонне, публиковал статьи во французских газетах и брошюры с обоснованием требования независимости Чехословакии от Австро-Венгрии. Его жена Гана Бенешова осталась на родине и из-за политической деятельности мужа несколько раз подвергалась тюремному заключению по приказу австрийских властей.
В 1916 году вместе с Масариком и М. Р. Штефаником создал Чехословацкий национальный совет — прообраз правительства будущего государства, признанный Францией, Великобританией и Италией. Провёл успешные переговоры с представителями государств Антанты, завершившиеся согласием последних на формирование во Франции, Италии и России Чехословацких легионов, принявших в 1917—1918 годах активное участие в боевых действиях на стороне Антанты, а также в Гражданской войне в России в 1918—1920 годах и признанных одной из воюющих сторон.

### Министр иностранных дел
В конце октября 1918 года принял участие в совещании представителей внутреннего и зарубежного сопротивления в Женеве по вопросу о будущей форме государства. Вскоре после провозглашения Чехословакией независимости 28 октября 1918 года был назначен министром иностранных дел в первом чехословацком правительстве, которое возглавил Карел Крамарж. Занимал должность министра без перерыва на протяжении 17 лет (1918—1935) в 14 разных кабинетах министров. 
Вернулся на родину из Франции только 24 сентября 1919 года после успешных переговоров на Парижской мирной конференции (на которых были подписаны Версальский Сен-Жерменский договоры), на которой он был одним из руководителей чехословацкой делегации, где он обеспечил новые государственные границы с Германией, Австрией и Польшей. Во время Польско-чехословацкой войны с Польшей из-за Тешина в январе 1919 года произошёл один из редких споров между Бенешем и Масариком. В то время как Масарик поддерживал военное решение конфликта, Бенеш, напротив, в Париже видел нежелание лидеров государств Антанты к этому решению и поэтому был против него.
Поручил вести переговоры с Венгрией Штефану Осускому, чрезвычайному и полномочному послу Чехословацкой Республики на Парижской мирной конференции, и в дальнейшем представлять Чехословакию, при составлении договора с Венгрией. Он был подписан 4 июня 1920 года в Большом Трианонском дворце Версальского дворца под Парижем (Трианонский договор). Мирные договоры подтвердили независимость Чехословакии и установили выгодные для нового государства границы, в частности, в Южной Словакии. В состав Чехословакии была также передана Подкарпатская Русь (ныне — Закарпатская область Украины). Роль Бенеша в движении за независимость Чехословакии первый президент страны Масарик охарактеризовал в книге «Мировая революция» (1925) так: «Без Бенеша у нас не было бы республики».
В 1921–1922 годах Бенеш был председателем правительства Чехословакии. Был членом Национальное Собрание Чехословацкой Республики (1920-1939) в 1919–1926 и 1929–1935 годах. Он был членом и заместителем председателя тогдашней Чехословацкой национально-социалистической партии и существенно влиял на её политику.

### Лига Наций и Малая Антанта
Бенеш приобрёл большую известность в европейской политике 1920-х — 1930-х годов как один из организаторов Лиги Наций. Занимал различные посты в её руководстве, в 1935 году был её председателем. Внешнюю политику Чехословакии Бенеш построил прежде всего на дружественных отношениях с Францией (союзнический договор 1924 года) и другими державами-победительницами в Первой мировой войне. С Югославией и Румынией по инициативе Бенеша Чехословакия заключила политический и военный союз (направленный главным образом против венгерского ирредентизма), получивший название «Малая Антанта». Однако самого Бенеша беспокоил тот факт, что Чехословакия хотя и признала Советский Союз (но не де-юре, это произошло только в 1934 году), отношения Румынии со своим восточным соседом были очень плохими, а югославско-советские отношения практически отсутствовали, поскольку Югославия не признавала СССР.
В 1930-е годы Бенеш был одним из сторонников построения системы коллективной безопасности в Европе, нарастающая опасность агрессии со стороны нацистской Германии вела его к признанию де-юре СССР и заключению союзнического договора между Чехословакией и СССР.
В качестве министра иностранных дел Бенеш часто посещал Женеву в связи с заседаниями Лиги Наций. В 1932 году он присутствовал здесь на конференции по конвенции по разоружению. Во время конференции работал вместе с Алоисом Элиашем, чехословацким военным офицером, будущим генералом и председателем правительства Протектората Богемии и Моравии, который будет помогать чехословацкому сопротивлению от немецких оккупантов. После своего возвращения с конференции, Бенеш предупредил министра национальной обороны Богумира Брадача и начальника генерального штаба армии Яна Сырового, что, если конференция завершится неудачей, в 1936 или 1937 году можно ожидать политического и военного кризиса, к которой армия должна быть готовой. Он пообещал собрать средства на усиление армии.

### Второй президент Чехословакии
Бенеш играл также важную роль во внутренней политике, будучи одной из опор «Града» — политических сил, близких к президенту Масарику.
Спустя четыре дня после отставки президента Масарика, 18 декабря 1935 года, был избран вторым президентом Чехословакии. Соперником на выборах был Богумил Немец. Избранию предшествовали длительные закулисные переговоры, связанные с тем, что влиятельные правые и консервативные силы первоначально выступали против избрания Бенеша президентом, считая его слишком «левым» политиком. В результате, однако, Бенеш набрал в парламенте подавляющее большинство голосов — за него голосовали практически все чехословацкие партии, включая нескольких депутатов от коммунистов и словацких народников, против же выступили представители партии Генлейна и чешские крайне правые.
В том же году Чехословакия заключила договор о взаимопомощи с Советским Союзом (после его вступления в Лигу Наций) и с Францией при посредничестве Бенеша. Сам Бенеш не боялся, что его действия в отношении СССР поставят под угрозу положение Чехословакии или, возможно, слишком приблизит её к своему влиянию. Он был убежден, что что бы он ни сделал, он бы сделал это так же, как и в случае с Францией.
В сентябре 1938 года во время Судетского кризиса, грозивший перерасти в международный конфликт, Бенеш предложил правительствам в Париже и Лондоне свой «секретный план», предусматривающий передачу Германии части Судет и параллельным выселением в Германию ещё одного миллиона судетских немцев из Чехословакии. Этот план был сообщён как посланникам Франции и Великобритании в Праге, так и французскому кабинету через личного представителя Бенеша — министра социальной опеки Яромира Нечаса. После принятия на Мюнхенской конференции 30 сентября 1938 г. решения о передаче Судет Германии, Бенеш одобрил (с протестом) этот шаг.
5 октября Бенеш подал в отставку с поста президента. Впоследствии он утверждал, что его вынудили это сделать немцы. У него была сумма не менее миллиона чехословацких крон в британских фунтах, переведённых на счет в лондонском банке, и 22 октября 1938 года он и его жена вылетели в Лондон. Это было первое путешествие Бенеша на самолёте. Правительство Невилла Чемберлена договорилось о том, что Бенеш не будет политически активен в Лондоне, на что Бенеш согласился, поскольку намеревался переехать в Чикаго, где ему обещали должность профессора политологии в Чикагском университете. После прибытия в Лондон Бенеш возобновил контакты со своими британскими друзьями и сторонниками независимости Чехословакии (такими как журналист Генри Уикхем Стид, дипломат Брюс Локкарт и публицист Роберт Уильям Сетон-Уотсон). При этом он сохранял и углублял тайную связь с домом. Уже 14 ноября 1938 года его дом в лондонском районе Патни посетил адвокат Ярослав Драбек, представитель «Политического управления», одной из ключевых групп внутреннего сопротивления. В первые месяцы эмиграции Бенеш старался выполнять своё обязательство и быть частным лицом. Он воздерживался от заявлений, политической активности, также отказался публично комментировать действия британского и французского правительств, а также правительства Второй Республики.

### Во главе зарубежного Сопротивления
2 февраля 1939 года Бенеш и его жена отплыли из Саутгемптона на корабле «SS Washington» в Нью-Йорк, где их лично приветствовал мэр Нью-Йорка Фьорелло Ла Гуардия. После оккупации остальной части Чехословакии и провозглашения Словацкого государства в марте того же года, Бенеш направил протест против немецкой оккупации Богемии и Моравии правительствам крупнейших мировых держав.
С февраля по июль 1939 года Бенеш читал лекции в качестве приглашенного профессора в Чикагском университете (серия лекций «Современная демократия»), в то же время он предпринял первые шаги по созданию зарубежного чехословацкого сопротивления. 18 марта 1939 года он произнёс свою первую речь после эмиграции. В ней он заявил, что в Европу идёт война, и предупредил, что «весь мир находится в опасности уничтожить все представления о человеческой морали, разрушив все благородные представления о честности и порядочности». В то же время Бенеш ездил и установил тесные контакты с рядом эмигрантских организаций в ряде американских городов: помимо Чикаго, где проживало крупнейшее чешское меньшинство в США, это были Питтсбург, Детройт и Миннеаполис. 18 апреля 1939 года в Чикаго, Бенеш объявил представителям нескольких чешских и словацких эмигрантских организаций, что он принял их призыв взять на себя руководство чехословацким зарубежным сопротивлением. 28 мая 1939 года Бенеш был принят президентом США Франклином Д. Рузвельтом в своей летней резиденции, встреча продолжалась более трёх часов (О встрече не сообщали прессе, чтобы не злить американских изоляционистов). 31 мая 1939 года Бенеш открыл чехословацкий павильон на Всемирной выставке в Нью-Йорке. По этому случаю он снова встретился с мэром Ла Гуардией. 12 июля 1939 года Бенеш с женой покинули США и вернулись в Лондон.
После начала Второй мировой войны Бенеш вернулся к активной политической деятельности. Его целью стало аннулирование Мюнхенского соглашения, восстановление независимости Чехословакии и её «версальских» границ. Бенеш и его соратники опирались на концепцию продолжения существования Чехословацкого государства, в соответствии с которой все изменения, происходившие после 29 сентября 1938 года, включая образование на месте Чехословакии Протектората Богемия и Моравия и Словацкого государства, не имели юридической силы.
В 1940 году Бенеш создал в Лондоне правительство Чехословакии в изгнании и возглавил его в ранге президента. 27 июля 1940 года премьер-министр Уинстон Черчилль провел в Лондоне торжественный обед в честь Бенеша, на котором присутствовало около 40 ведущих британских деятелей (например, Дэвид Ллойд Джордж, Энтони Иден или Бэзил Лидделл Харт). К 1942 году ему удалось добиться признания существования Чехословакии и аннулирования Мюнхенского соглашения всеми державами антигитлеровской коалиции, в том числе СССР.
Будучи руководителем зарубежного чехословацкого сопротивления Бенеш координировал действия чехословацких подразделений, сражавшихся на фронтах в составе союзных армий, а также поддерживал связь с внутренним Сопротивлением в чешских землях. Он был инициатором и координатором операции «Антропоид», в результате которой был ликвидирован начальник Главного управления имперской безопасности третьего рейха, фактический имперский протектор Богемии и Моравии Рейнхард Гейдрих.
Будучи руководителем сопротивления, Бенеш также участвовал в дискуссиях о будущей судьбе Судетских немцев в Чехословакии. Сначала он предлагал лишь незначительные корректировки границ и частичный переезд немецкого населения. Эти предложения были отвергнуты внутренним сопротивлением, под влиянием которого дискуссии о будущем изгнании немцев приобрели радикальный характер. Правительство в изгнании постепенно добилось депортации подавляющего большинства Судетских немцев с помощью Союзных держав, что державы подтвердили на Потсдамской конференции. В Лондоне также произошёл спор с лидером судетско-немецкой социал-демократической эмиграции Венцелем Якшем, предметом которого были возможное выдворение немцев из Чехословакии, несмотря на мнение Якша о действительности Мюнхенского соглашения и вербовке Судетских немцев в чехословацкие подразделения в составе Британской армии. В июне 1942 года Великобритания согласилась на изгнание немецкого населения из Чехословакии после окончания войны.
В первые три года войны как польское правительство в изгнании, так и Великобритания предпринимали усилия по послевоенному федеративному устройству Чехословакии и Польши, которые Бенеш поддержал лишь частично. Идея федерации Польши и Чехословакии перестала быть реалистичной из-за негативного отношения польского правительства в изгнании к СССР (и наоборот), отчасти также из-за нарастающих споров между представителями Польши и Чехословакии.
В декабре 1943 года Бенеш в Москве подписал договор о дружбе и союзных отношениях с Советским Союзом. Этот договор стал предметом резкой критики относительно того, не продвигает ли он Чехословакию слишком далеко в советскую сферу влияния. Договор был выражением новой внешнеполитической ориентации чехословацкого иностранного правительства по отношению к СССР. Во время своего пребывания в Москве Бенеш также начал вести переговоры с представителями Коммунистической партии Чехословакии в изгнании о послевоенном виде Чехословакии. Заключив этот договор, Бенеш тем не менее пытался заручиться поддержкой Советского Союза для восстановления чехословацкой государственности после окончания войны.
Весной 1945 года Бенеш выехал через Москву на освобожденную территорию республики\, где в  апреле 1945 года в словацком городе Кошице — Бенешем было назначено новое правительство т. н. Национального фронта, ведущую роль в котором играли коммунисты. Чтобы ослабить позиции коммунистов, он потребовал, чтобы Прагу освободила армия США, а не Советский Союз. Но американцы отклонили эту просьбу. Когда в мае 1945 года 3-я армия США генерала Паттона вошла в западную Богемию, он приветствовал это с энтузиазмом. Он надеялся, что американцы прибудут в Прагу раньше РККА, но этого не произошло.

### В «народно-демократической» Третьей Чехословацкой Республике
16 мая 1945 года Эдвард Бенеш вернулся в освобождённую Прагу, где был восторженно встречен населением.
28 октября 1945 года временный парламент страны подтвердил президентские полномочия Бенеша, а 19 июля 1946 года он вновь был избран на пост президента новым составом парламента. Несмотря на неоднозначное мнение парламентариев о деятельности Бенеша в эмиграции, голосование было единогласным.
Ещё во время войны, а также в летние и осенние месяцы 1945 года, в условиях отсутствия избранного Национального собрания, Бенеш, как глава государства, подписывал издаваемые правительством декреты, позже названными «декретами Бенеша», имевшие силу закона, в том числе об изгнании немцев из Чехословакии и конфискации имущества немцев, венгров, предателей и коллаборационистов, о чрезвычайных Народных судах над нацистами и изменниками, а также о национализации крупных промышленных предприятий и банков. Организации изгнанников в Германии и Австрии, особенно Судетско-немецкий Ландсманшафт, до сих пор тщетно пытается отменить «декреты Бенеша» в отношении граждан Чехословакии немецкой и венгерской национальности.
В послевоенной Чехословакии возник новый политический режим, называемый «Народной демократией». Многопартийность оставалась, но партия имела право на существование только в том случае, если она является членом Национального фронта (поэтому правые партии не могли существовать). На парламентских выборах 1946 года большого успеха добились Коммунистическая партия Чехословакии и частично Коммунистическая партия Словакии (Однако на выборах в Словакии, победила Демократическая партия). На их долю пришлось 114 парламентских мандатов из 300 мест в Учредительном Национальном собрании. В результате чего председатель коммунистов Клемент Готвальд был назначен новым главой чехословацкого правительства. Сам Бенеш был разочарован развитием ситуации в Словакии, где начала утверждаться двухпартийная система.
В этот период, президент Бенеш был самым популярным политиком в стране, однако, сочувствуя демократическим силам в борьбе за власть с коммунистами, практически не вступал в публичную политическую полемику. В то же время коммунисты постепенно оттесняли его от власти. За время его пребывания в должности с 1945 по 1948 год было вынесено 730 смертных приговоров. Это были приговоры, основанные на декрете о наказании нацистских преступников, предателей и их пособников от 19 июня 1945 года.

### Вторая отставка, здоровье и смерть
20 февраля 1948 года, 12 некоммунистических министров подали в отставку, ещё 2 министра подали в отставку 25 февраля (итого 14 из 26 министров). Начался февральский кризис 1948 года. Этим шагом министры хотели либо заставить коммунистов подчиниться правительству, либо спровоцировать кризис, который разрешится назначением временного правительства и назначением досрочных выборов в Национальное собрание. Последней причиной отставки стало внезапное занятие всех руководящих должностей в Корпусе национальной безопасности (полиции) коммунистами. Большинство представителей демократических сил рассчитывали на то, что Бенеш встанет на их защиту и не примет отставку. В то время некоммунистические партии Национального фронта имели ограниченные средства коммуникации, коммунисты контролировали радио (Министерство информации) и благодаря нормированию бумаги долгое время пытались ограничить продемократическую прессу. В своей прессе, вместо того чтобы мобилизовать собственных сторонников, лидеры некоммунистических партий призвали к спокойствию и заверили, что ничего не произойдет. Они верили в правовое, конституционное и парламентское решение февральского кризиса. Единственными, кто открыто выступил против давления коммунистов во время так называемого февральского кризиса в Праге, были студенты, которые впоследствии были жестоко избиты на улице Нерудовой во время второго марша к Пражскому Граду. В это время коммунисты контролировали Корпус национальной безопасности (полицию), большую часть армии и СМИ (они также ввели запрет на ввоз иностранной прессы).
25 февраля Бенеш уступил давлению коммунистов во главе с премьер-министром Клементом Готвальдом, в результате чего принял отставку министров трёх демократических партий, и поручил Готвальду заново сформировать правительство, которое затем сформировалось полностью под руководством коммунистов. В результате чего все рычаги власти в Чехословакии оказались в руках Коммунистической партии. По мнению чешского историка Вацлава Вебера, президент Бенеш тем самым нарушил конституцию, согласно которой он должен был назначить досрочные выборы, когда в отставку ушло большинство министров.
Однако в то время Бенеш был уже очень серьёзно болен. Он долгое время страдал болезнью Меньера и частыми мигренями. Уже в 1943 году в Лондоне у него произошло кровоизлияние в мозг. В ноябре 1944 года у него впервые случился инсульт, а весной 1945 года во второй раз. Когда Петр Зенкл, председатель национал-социалистов, посетил Бенеша в Праге в 1945 году, он был в ужасе от физического и психического состояния президента. В июле 1947 года у Бенеша случился третий инсульт, и с тех пор он находился под постоянным медицинским наблюдением. В начале 1948 года ему приходилось ходить с тростью, его мучили невыносимые головные боли, кое-где он терял и речь, временами сильно пускал слюни и был вынужден сплевывать. Его состояние становилось все хуже и хуже.
Между тем, к принятию этого решения Э. Бенеша подталкивал СССР. По воспоминаниям П. А. Судоплатова, за некоторое время до передачи власти Готвальду произошла встреча Бенеша с бывшим пражским резидентом НКВД СССР П. Я. Зубовым, прибывшим в Прагу по заданию министра иностранных дел СССР В. М. Молотова, на которой проинструктированный Судоплатовым Зубов сообщил Бенешу, что если тот откажется покинуть пост президента, то будет организована утечка слухов о негативных обстоятельствах его бегства из страны в 1938 г. и оказанной для этого советской финансовой помощи в размере 10 тысяч долларов. Также якобы было обещано распространить слухи о тайном сотрудничестве чехословацкой и советской разведок, секретном договоре о передаче СССР Карпатской Украины и об участии Бенеша в подготовке покушения на премьер-министра Югославии. После вероятной встречи с Зубовым Бенеш покинул Прагу и поселился на своей вилле в южночешском городе Сезимово-Усти (95 км южнее Праги). В столице он появился лишь дважды — на похоронах министра иностранных дел Яна Масарика и праздновании 600-летия Карлова университета, однако продолжал ещё несколько месяцев занимать должность президента.
В мае 1948 года Бенеш отказался подписать новую конституцию страны, разработанную коммунистами, а 7 июня подал в отставку, обосновав в официальном письме парламенту своё решение состоянием здоровья. 14 июня Национальное собрание избрало президентом республики Клемента Готвальда. Известный чехословацкий журналист Фердинанд Пероутка позже писал о Бенеше в связи с событиями февраля 1948 года: «Этому человеку нужен был покой, чтобы бороться со своей болезнью. Вместо этого он оказался в центре трагедии».
3 сентября 1948 года, Эдвард Бенеш скончался и был похоронен в Сезимово-Усти.

## Политический портрет
Эдвард Бенеш был политиком социал-реформистского толка. В своей политической деятельности он опирался на философию позитивизма и достижения общественных наук, в первую очередь социологии, которой занимался на профессиональном уровне. Идеи Т. Г. Масарика о гуманизме и демократии как основах чехословацкой государственности Бенеш защищал в своих работах 1920-х годов («Мировая война и наша революция» (чеш. Světová válka a naše revoluce, 2 тт.), «О нашей демократии» (чеш. O naší demokracii) и др.). Второй президент Чехословакии был также приверженцем идеи единства чехословацкого народа, что не раз приводило к его конфликтам со словацкой политической элитой.
Перед Второй мировой войной, в бытность президентом в изгнании и после войны Бенеш воспринимался многими в Чехословакии как национальный лидер, истинный наследник Масарика и демократ. В духе культа первого президента Чехословакии, называемого «Президентом-Освободителем», Бенеш нередко именовался в печати, a иногда и на официальном уровне, «Президентом-Созидателем» (чеш. President Budovatel). Значительная часть политической элиты Чехословакии, в особенности правые силы, однако, относились к Бенешу отрицательно, нередко с откровенной ненавистью. Это же можно сказать о руководстве Судетонемецкой партии и германских нацистах. В сентябре 1938 года Бенеша провозгласил своим личным врагом Адольф Гитлер.
Мюнхенское соглашение Бенеш воспринял как предательство Чехословакии со стороны западных демократий (чешский историк Ян Тесарж пишет о развившемся у президента «Мюнхенском комплексе», предопределявшем его дальнейшую политику). В поисках более прочного союзника, который мог бы обеспечить границы Чехословакии по окончании войны, Бенеш обратился к Советскому Союзу. В послевоенной Чехословакии Бенеш предполагал обновить демократию, однако сделать её гораздо более социально ориентированной, «народной», а само государство превратить в национальную, славянскую республику. В своих книгах 1940-х годов («Демократия сегодня и завтра» (чеш. Demokracie dnes a zítra), «Размышления о славянстве» (чеш. Úvahy o Slovanstvu), двухтомные воспоминания «Мюнхенские дни» (чеш. Mnichovské dny) и «От Мюнхена к новой войне и новой победе» (чеш. Od Mnichova k nové válce a novému vítězství) Бенеш подробно излагает эти идеи, а также своё видение Чехословакии как моста между демократическим Западом и славянским Востоком.
Февраль 1948 года положил конец надеждам президента Бенеша — всю полноту власти в стране получили коммунисты, под руководством которых Чехословакия безоговорочно вошла в состав социалистических стран.
В настоящее время вокруг фигуры Эдварда Бенеша, в особенности о его деятельности в переломные моменты истории (в период Первой и Второй мировых войн, во время Мюнхенского диктата, в февральских событиях) ведутся споры как в самой Чехии, так и за её пределами (прежде всего в Германии). Организации судетских немцев и ряд политиков в Германии требуют отмены декретов Бенеша.
В 2004 году парламент Чехии принял Закон № 292/2004 Собрания законодательства Чешской республики, гласящий: «Доктор Эдвард Бенеш имеет заслуги перед государством». В 2005 году на Лоретанской площади в Праге был установлен памятник Бенешу.

## Семья
- Жена — Хана Бенешова (урождённая Анна Влчкова; 16 июля 1885—2 декабря 1974), выполняла функции своего рода секретаря мужа, была председателем чехословацкого отделения Международного Красного Креста (после 1945). Детей в семье не было. Хана пережила мужа на 26 лет и завещала свой дом Гуситскому музею в Таборе с условием, что там должен был быть создан мемориал Бенеша. Завещание так и не выполнено. Начиная с премьер-министра ЧССР Любомира Штроугала, и до сих пор правительство Чешской Республики использует его для своих нужд. Мемориал Эдварда Бенеша основан недалеко от виллы в 2000 году и управляется Гуситским музеем в Таборе[27].

## Память
После окончания Второй мировой войны, носившая название площадь Победы в Праге, в 1946 году была названа в честь Эдварда Бенеша. Позднее, в 1952 году она была переименована в площадь Октябрьской революции, а после Бархатной революции вернула себе название времён первой республики — площадь Победы. В северо-западной части площади в 1947 году был открыт монументальный памятник в форме обелиска с инициалами «ЭБ». После того, как коммунисты пришли к власти, этот памятник был разрушен.

### В кинематографе
После Бархатной революции было снято несколько фильмов, посвященных периоду 1938–1948 годов, судьбоносному как для государства, которое представлял Эдвард Бенеш, так и для самого Эдварда Бенеша.
- «Чешское столетие» (чеш. České století, девяти серийный телевизионный сериал, 2013 год) — роль Бенеша исполнили Мартин Фингер и Ян Новотный[28]
- «Масарик» (чеш. Masaryk, художественный фильм, 2016 год) — роль Бенеша исполнил Олдржих Кайзер[29].
- «Томан» (чеш. Toman, художественный фильм, 2017 год) — роль Бенеша исполнил Ярослав Кубера[30].
- «Анатомия предательства» (чеш. Anatomie zrady, двухсерийный телевизионный фильм, 2020 год) — роль Бенеша исполнил Виктор Прейсс[31]

### В культуре
- Является лидером Чехословакии и главой «демократической партии» в компьютерной игре Hearts of Iron IV.

## Сочинения
- Stranictví. Sociologická studie. — Praha 1912.
- Světová válka a naše revoluce. — Praha, 1927—1930. Sv. 1-4.
- Речи и статьи / Авториз. пер. с чеш. Н. Ф. Мельниковой-Папоушек. — Прага : Воля России, 1925. — 259, [4] с.
- Речь о Подкарпаторусской проблеме : [Подкарпатская Русь с точки зрения международной политики]. — Прага : Zemský výbor čsl. obce legionářské для Подкарпатской Руси в Ужгороде, 1934. — 44, [1] с.
- Mnichovské dny. Paměti. — Londýn, 1948.